# Ventschow
Ventschow település Németországban, Mecklenburg-Elő-Pomeránia tartományban. Lakosainak száma 765 fő (2023. december 31.).

## Népesség
A település népességének változása:
| Lakosok száma | 679  | 667  | 762  | 786  | 765  |
|               | 2017 | 2019 | 2021 | 2022 | 2023 |